# Ramón Flecha
José Ramón Flecha García (* 22. Februar 1952 in Bilbao) ist ein spanischer Soziologe und emeritierter Professor für Soziologie an der Universität Barcelona. Er gründete die Forschungsgruppe CREA (Community of Research on Excellence for All).

## Werdegang
Ramón Flecha wurde 1989 an der Universität Barcelona in Philosophie und Erziehungswissenschaften promoviert. Von 1969 bis zur Wiederherstellung der Demokratie in Spanien engagierte er sich in antifranquistischen Bewegungen. 1978 zog er nach Barcelona und beteiligte sich an der Gründung der Erwachsenenbildungseinrichtung La Verneda-Sant Martí. Diese Bildungsarbeit wurde in der Harvard Educational Review gewürdigt.
1991 gründete er das Forschungszentrum CREA (Centro de Investigación en Teorías y Prácticas Superadoras de Desigualdades), das im Jahr 2016 etwa siebzig Mitglieder umfasste. Von CREA aus initiierte er das Projekt der Lernenden Gemeinschaften (Comunidades de Aprendizaje), das auf der Theorie des dialogischen Lernens basiert. Dieses Konzept steht in der Tradition von Programmen wie dem School Development Program (Yale, 1968), Accelerated Schools (1986, Henry Levin) und Success For All (1987, Baltimore, Robert Slavin).
Zwischen 2001 und 2004 leitete Flecha das Projekt WORKALÓ, das Teil des fünften Rahmenprogramms der EU war. Danach leitete er zwischen 2006 und 2011 das Projekt INCLUD-ED (6. Rahmenprogramm), sowie 2014 bis 2017 IMPACT-EV (7. Rahmenprogramm). Er leitete außerdem eine Expertengruppe zur Evaluierungsmethodologie im Horizon 2020-Projekt.

## Vorwürfe einer sektenähnlichen Struktur und Personenkults
2004 wurde Flecha in Internetforen anonym beschuldigt, sich einen „Harem“ von Studentinnen aufgebaut zu haben und innerhalb der Universität Barcelona als „Guru“ einer akademischen Sekte (CREA) zu agieren. Noch im selben Jahr reichten ehemalige Mitglieder Klage wegen öffentlicher Verleumdung ein. Gerichte in Barcelona (Urteil vom 27. Februar 2005) und der Oberste Gerichtshof Spaniens (Urteil vom 1. Januar 2009) verurteilten CREA. 2004 leitete die Universität Barcelona nach interner Beschwerde eine Untersuchung ein und setzte Flecha als Gruppenleiter ab.
In den Folgejahren schuf Flecha Begriffe wie violencia de género aisladora, mit denen er seine Aktivitäten rechtfertigte. Er nutzte Medien wie Diario Feminista oder Periódico Educación zur Verbreitung seiner Position.

## Vorwürfe sexuellen Missbrauchs
2025 beschuldigten 14 Frauen Flecha öffentlich sexueller Nötigung, Machtmissbrauch und Ausbeutung. Weitere Medienberichte bestätigten Aussagen über private Treffen, Anforderungen sexueller Natur und die Verknüpfung akademischer Förderung mit sexuellen Beziehungen.

## Veröffentlichungen

### Bücher
- Igualdad educativa y diferencia cultural. 1992.

- Contemporary Sociological Theory. 1994.
- Critical Education in the New Information Age. 1999.
- La Sociedad Dialógica. 2022.

### Open-Access-Artikel
- mit Pun Ngai: The challenge for Mondragon: Searching for the cooporative values in times of internationalization  In: Organization, 21(5), 2014, S. 666–682, doi:10.1177/1350508414537625
- mit Jelen Amador López, Teresa Sordé Martí: Drugs and Mental Health Problems among the Roma: Protective Factors Promoted by the Iglesia Evangélica Filadelfia In: International Journal of Environmental Research and Public Health, 2018, doi:10.3390/ijerph15020335
- mit Lidia Puigvert et al.: Girls’ perceptions of boys with violent attitudes and behaviours, and of sexual attraction  In: Palgrave Communications, 2019, doi:10.1057/s41599-019-0262-5

## Auszeichnungen
- 2002: Goldmedaille für Bildung, Junta de Andalucía[17]
- 2010: Preis der FAGIC[18]
- 2016: Protagonistas de la Educación, Magisterio[19]
- 2019: Catalunya de Sociologia[20]